# 테펠레너현

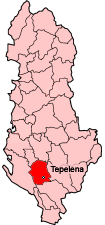
테펠레너 현의 위치

테펠레너현(알바니아어: Rrethi i Tepelenës)은 알바니아를 구성하는 36개 현 가운데 하나로, 현청 소재지는 테펠레너이며 면적은 817km2, 인구는 32,000명(2004년 기준)이다. 행정 구역상으로는 지로카스터르 주에 속한다.